# Santiago do Escoural
Santiago do Escoural es una freguesia portuguesa del concelho de Montemor-o-Novo, con 138,93 km² de superficie y  habitantes (2001). Su densidad de población es de 11,9 hab/km².